# 2016-os Teen Choice Awards
A 2016-os Teen Choice Awards a 2015-ös év legjobb filmes, televíziós és zenés alakításait értékelte. A díjátadót 2016. július 31-én tartották a Inglewood-i The Forumben, a házigazda John Cenaés Victoria Justice volt. A ceremóniát a Fox televízióadó közvetítette élőben, a jelöltek listáját pedig 2016. május 24-én, június 9-én és július 6-án hozták nyílvánosságra.

## Győztesek és jelöltek
Forrás:

### Filmek
| Legjobb akciófilm | Legjobb színész akciófilmben |
| --- | --- |
| - Deadpool - A beavatott-sorozat: A hűséges - A tenger szívében - Az dzsungel könyve - Az útvesztő: Tűzpróba - Spectre – A Fantom visszatér | - Dylan O'Brien – Az útvesztő: Tűzpróba (Thomas) - Chris Hemsworth – A tenger szívében (Owen Chase) - Theo James – A beavatott-sorozat: A hűséges (Tobias "Négyes" Eaton) - Ryan Reynolds – Deadpool (Wade Wilson/Deadpool) - Neel Sethi – Az dzsungel könyve (Maugli) |
| Legjobb színésznő akciófilmben | Legjobb sci-Fi/fantasy |
| - Shailene Woodley – A beavatott-sorozat: A hűséges (Tris Prior) - Morena Baccarin – Deadpool (Vanessa) - Charlotte Riley – A tenger szívében (Peggy Chase) - Kaya Scodelario – Az útvesztő: Tűzpróba (Teresa) - Léa Seydoux – Spectre – A Fantom visszatér (Dr. Madeleine Swann) | - Amerika Kapitány: Polgárháború - Batman Superman ellen – Az igazság hajnala - Fantasztikus Négyes - Az éhezők viadala: A kiválasztott – Befejező rész - A Vadász és a Jégkirálynő - Star Wars: Az ébredő Erő |
| Legjobb színész sci-fiben/fantasyben | Legjobb színésznő sci-fiben/fantasyben |
| - Chris Evans – Amerika Kapitány: Polgárháború (Steve Rodgers/Amerika Kapitány) - Ben Affleck – Batman Superman ellen – Az igazság hajnala (Bruce Wayne/Batman) - Henry Cavill – Batman Superman ellen – Az igazság hajnala (Clark Kent/Superman) - Robert Downey Jr. – Amerika Kapitány: Polgárháború (Tony Stark/Vasember) - Chris Hemsworth – A Vadász és a Jégkirálynő (Eric) - Josh Hutcherson – Az éhezők viadala: A kiválasztott – Befejező rész (Peeta Mellark)                                                          | - Jennifer Lawrence – Az éhezők viadala: A kiválasztott – Befejező rész (Katniss Everdeen) - Amy Adams – Batman Superman ellen – Az igazság hajnala (Lois Lane) - Scarlett Johansson – Amerika Kapitány: Polgárháború (Natasha Romanoff/Fekete Özvegy) - Chloë Grace Moretz – Az 5. hullám (Cassie Sullivan) - Daisy Ridley – Star Wars: Az ébredő Erő (Rey) - Charlize Theron – A Vadász és a Jégkirálynő (Ravenna)          |
| Legjobb filmdráma | Legjobb színész filmdrámában |
| - Mennyei csodák - Cloverfield Lane 10 - Creed: Apollo fia - Mentőexpedíció - Holtpont - Egyenesen Comptonból | - Leonardo DiCaprio – A visszatérő (Hugh Glass) - Matt Damon – Mentőexpedíció (Mark Watney) - Taron Egerton – Eddie, a sas (Eddie Edwards) - O’Shea Jackson Jr. – Egyenesen Comptonból (Ice Cube) - Michael B. Jordan – Creed: Apollo fia (Adonis Creed) - Jacob Tremblay – A szoba (Jack Newsome) |
| Legjobb színésznő filmdrámában | Legjobb vígjáték |
| - Jennifer Lawrence – Joy (Joy Mangano) - Jessica Chastain – Mentőexpedíció (Melissa Lewis) - Jennifer Garner – Mennyei csodák (Christy Beam) - Brie Larson – A szoba (Joy "Ma" Newsome) - Tessa Thompson – Creed: Apollo fia (Bianca) - Alicia Vikander – A dán lány (Gerda Wegener) | - Pofázunk és végünk Miamiban - Birkanyírás 3. - A kezdő - Anyák napja - Gyilkos páros - Zoolander 2. |
| Legjobb színész vígjátékban | Legjobb színésznő vígjátékban |
| - Zac Efron – Rossz szomszédság 2. (Teddy Sanders) - Will Ferrell – Megjött apuci (Brad Whitaker) - Kevin Hart – Pofázunk és végünk Miamiban (Ben Barber) - Ice Cube – Pofázunk és végünk Miamiban (James Payton) és Birkanyírás 3. (Calvin Palmer Jr.) - Keegan-Michael Key – Keanu: Macskaland (Clarence Goobril/Smoke Dresden) - Jordan Peele – Keanu: Macskaland (Rell Williams/Oil Dresden) | - Chloë Grace Moretz – Rossz szomszédság 2. (Shelby) - Jennifer Aniston – Anyák napja (Sandy Newhouse) - Anne Hathaway – A kezdő (Jules Ostin) - Anna Kendrick – Gyilkos páros (Martha) - Melissa McCarthy – A főnök (Michelle Darnell) - Nicki Minaj – Birkanyírás 3. (Draya) |
| Legjobb áttörő alakítást nyújtó színész | Leghisztisebb karakter |
| - Daisy Ridley – Star Wars: Az ébredő Erő (Rey) - John Boyega – Star Wars: Az ébredő Erő (Finn) - Gal Gadot – Batman Superman ellen – Az igazság hajnala (Diana Prince/Wonder Woman) - Brianna Hildebrand – Deadpool (Negaszónikus Tini Torpedó) - Neel Sethi – Az dzsungel könyve (Maugli) - Alexandra Shipp – X-Men: Apokalipszis (Ororo Munroe/Ciklon) | - Ryan Reynolds – Deadpool - Adam Driver – Star Wars: Az ébredő Erő - Zac Efron – Rossz szomszédság - Kevin Hart – Pofázunk és végünk Miamiban - Hugh Jackman – X-Men: Apokalipszis - Jason Sudeikis – Angry Birds – A film |
| Legjobb jelenetlopó | Legjobb gonosz |
| - Jena Malone – Az éhezők viadala: A kiválasztott – Befejező rész (Johanna Mason) - Chadwick Boseman – Amerika Kapitány: Polgárháború (Fekete Párduc) - Gal Gadot – Batman Superman ellen – Az igazság hajnala (Diana Prince/Wonder Woman) - Tom Holland – Amerika Kapitány: Polgárháború (Peter Parker/Pókember) - Evan Peters – X-Men: Apokalipszis (Peter Maximoff/Higanyszál) - Miles Teller – A beavatott-sorozat: A hűséges (Peter Hayes)                                                                                  | - Adam Driver – Star Wars: Az ébredő Erő (Kylo Ren) - Daniel Brühl – Amerika Kapitány: Polgárháború (Helmut Zemo) - Jesse Eisenberg – Batman Superman ellen – Az igazság hajnala (Lex Luthor) - Aidan Gillen – Az útvesztő: Tűzpróba (Janson) - Ed Skrein – Deadpool (Francis Freeman/Ajax) - Charlize Theron – A Vadász és a Jégkirálynő (Ravenna)                                                                           |
| Legjobb kémia filmben | Legjobb csók |
| - Dylan O'Brien és Thomas Brodie-Sangster – Az útvesztő: Tűzpróba - Robert Downey Jr., Scarlett Johansson, Don Cheadle, Paul Bettany és Chadwick Boseman – Amerika Kapitány: Polgárháború - Chris Evans, Sebastian Stan, Anthony Mackie, Elizabeth Olsen és Jeremy Renner – Amerika Kapitány: Polgárháború - Jennifer Lawrence és Josh Hutcherson – Az éhezők viadala: A kiválasztott – Befejező rész - Daisy Ridley és John Boyega – Star Wars: Az ébredő Erő - Shailene Woodley és Theo James – A beavatott-sorozat: A hűséges | - Jennifer Lawrence és Liam Hemsworth – Az éhezők viadala: A kiválasztott – Befejező rész - Henry Cavill és Amy Adams – Batman Superman ellen – Az igazság hajnala - Emilia Clarke és Sam Claflin – Mielőtt megismertelek - Chris Evans és Emily VanCamp – Amerika Kapitány: Polgárháború - Chris Hemsworth és Jessica Chastain – A Vadász és a Jégkirálynő - Shailene Woodley és Theo James – A beavatott-sorozat: A hűséges |
| Legjobb nyári film | Legjobb színész nyári filmben |
| - Szenilla nyomában - Központi hírszerzés - Szellemirtók - A függetlenség napja – Feltámadás - Szemfényvesztők 2. - X-Men: Apokalipszis | - Kevin Hart – Központi hírszerzés (Calvin Joyner) - Stephen Amell – Tini Nindzsa Teknőcök: Elő az árnyékból! (Casey Jones) - Dave Franco – Szemfényvesztők 2. (Jack Wilder) - Chris Hemsworth – Szellemirtók (Kevin Beckman) - Liam Hemsworth – A függetlenség napja – Feltámadás (Jake Morrison) - Dwayne Johnson – Központi hírszerzés (Robbie Weirdicht/Bob Stone)                                                        |
| Legjobb színésznő nyári filmben | Legjobban várt film |
| - Ellen DeGeneres – Szenilla nyomában (Szenilla hangja) - Lizzy Caplan – Szemfényvesztők 2. (Lula May) - Megan Fox – Tini Nindzsa Teknőcök: Elő az árnyékból! (April O'Neil) - Blake Lively – A zátony (Nancy Adams) - Melissa McCarthy – Szellemirtók (Abby Yates) - Kristen Wiig – Szellemirtók (Erin Gilbert) | - Suicide Squad – Öngyilkos osztag - Legendás állatok és megfigyelésük - Jason Bourne - Zsivány Egyes – Egy Star Wars-történet - Star Trek: Mindenen túl - Trollok |
| Legjobb színész várt filmben | Legjobb színésznő vár filmben |
| - Dylan O'Brien – Mélytengeri pokol (Caleb Holloway) - Matt Damon – Jason Bourne (Jason Bourne) - Scott Eastwood – Suicide Squad – Öngyilkos osztag (GQ Edwards) - Chris Pine – Star Trek: Mindenen túl (James T. Kirk) - Chris Pratt – A hét mesterlövész (Joshua Faraday) - Will Smith – Suicide Squad – Öngyilkos osztag (Floyd Lawton/Deadshot) | - Cara Delevingne – Suicide Squad – Öngyilkos osztag (June Moone/Varázslónő) - Anna Kendrick – Szeretteink körében (Rebecca) - Margot Robbie – Suicide Squad – Öngyilkos osztag (Dr. Harleen F. Quinzel/Harley Quinn) - Britt Robertson – Közöttünk az űr (Tulsa) - Zoe Saldana – Star Trek: Mindenen túl (Nyota Uhura) - Alicia Vikander – Jason Bourne (Heather Lee)                                                        |

### Televízió
| Legjobb drámasorozat | Legjobb színész drámasorozatban |
| --- | --- |
| - Hazug csajok társasága - Empire - Gotham - A Grace klinika - Rosewood - Piszkos zsaruk | - Ian Harding – Hazug csajok társasága (Ezra Fitz) - Keegan Allen – Hazug csajok társasága (Toby Cavanaugh) - Tyler Blackburn – Hazug csajok társasága (Caleb Rivers) - Terrence Howard – Empire (Lucious Lyon) - Ben McKenzie – Gotham (James Gordon) - Jussie Smollett – Empire (Jamal Lyon)                                                                   |
| Legjobb színésznő drámasorozatban | Legjobb sci-Fi/fantasysorozat |
| - Ashley Benson – Hazug csajok társasága (Hanna Marin) - Troian Bellisario – Hazug csajok társasága (Spencer Hastings) - Taraji P. Henson – Empire (Cookie Lyon) - Jennifer Lopez – Piszkos zsaruk (Harlee Santos) - Maia Mitchell – The Fosters (Callie) - Kerry Washington – Botrány (Olivia Pope)                             | - Egyszer volt, hol nem volt - A zöld íjász - Flash – A Villám - IZombie - Odaát - Vámpírnaplók |
| Legjobb színész sci-Fi/fantasysorozatban | Legjobb színésznő sci-Fi/fantasysorozatban |
| - Jared Padalecki – Odaát (Sam Winchester) - Grant Gustin – Flash – A Villám (Barry Allan/Flash) - Andrew Lincoln – The Walking Dead (Rick Grimes) - Joseph Morgan – The Originals – A sötétség kora (Klaus Mikaelson) - Ian Somerhalder – Vámpírnaplók (Damon Salvatore) - Paul Wesley – Vámpírnaplók (Stefan Salvatore)        | - Lana Parrilla – Egyszer volt, hol nem volt (Regina Mills) - Kat Graham – Vámpírnaplók (Bonnie Bennett) - Candice King – Vámpírnaplók (Caroline Forbes) - Danielle Panabaker – Flash – A Villám (Caitlin Snow) - Emily Bett Rickards – A zöld íjász (Felicity Smoak) - Eliza Taylor – A visszatérők (Clarke Griffin)                                            |
| Legjobb áttörő alakítást nyújtó színész | Legjobb vígjátéksorozat |
| - Matthew Daddario – Árnyvadászok: A végzet ereklyéi (Alec Lightwood) - Priyanka Chopra – Quantico (Alex Parrish) - Tom Ellis – Lucifer az Újvilágban (Lucifer Morningstar) - Emma Ishta – Stitchers (Kirsten Clark) - Katherine McNamara – Árnyvadászok: A végzet ereklyéi (Clary Fray) - Cam Newton – All In with Cam Newton   | - Még mindig Bír-lak - Austin és Ally - Szeplőtlen Jane - Liv és Maddie - Modern család - Scream Queens – Gyilkos történet |
| Legjobb színész vígjátéksorozatban | Legjobb színésznő vígjátéksorozatban |
| - Ross Lynch – Austin és Ally (Austin) - Anthony Anderson – Feketék fehéren (Andre "Dre" Johnson) - Jaime Camil – Szeplőtlen Jane (Rogelio) - Taylor Lautner – Kakukk (Dale Ashbrick Jr.) - Jim Parsons – Agymenők (Sheldon Cooper) - Andy Samberg – Brooklyn 99 – Nemszázas körzet(Jake Peralta)                                | - Candace Cameron Bure – Még mindig Bír-lak (D.J. Tanner-Fuller) - Dove Cameron – Liv és Maddie (Liv Rooney/Maddie Rooney) - Laura Marano – Austin és Ally (Ally Dawson) - Lea Michele – Scream Queens – Gyilkos történet (Hester Ulrich) - Emma Roberts – Scream Queens – Gyilkos történet (Chanel Oberlin) - Gina Rodriguez – Szeplőtlen Jane(Jane Villanueva) |
| Legjobb rajzfilmsorozat | Legjobb valóságshow |
| - Family Guy - Utódok: Komisz világ - Rejtélyek városkája - Túl a kerítésen - A Simpson család - Steven Universe | - Keeping Up with the Kardashians - Dance Moms - MasterChef Junior - Mob Wives - Total Divas - The Voice |
| Legjobb jelenetlopó | Legjobb tévés főgonosz |
| - Sasha Pieterse – Hazug csajok társasága (Alison DiLaurentis) - Misha Collins – Odaát (Castiel) - Becky G – Empire (Valentina Galindo) - Tahj Mowry – Papás-Babás (Tucker Dobbs) - Serayah – Empire (Tiana Brown) - Hudson Yang – Amerika Huangjai (Eddie Huang)                                                                | - Janel Parrish – Hazug csajok társasága (Mona Vanderwaal) - Brett Dalton – A S.H.I.E.L.D. ügynökei (Hive) - Greg Germann – Egyszer volt, hol nem volt (Hádész) - Lea Michele – Scream Queens – Gyilkos történet (Hester Ulrich) - Cameron Monaghan – Gotham (Jerome Valeska) - Teddy Sears – Flash – A Villám (Hunter Zolomon/Zoom)                             |
| Legjobb kémia sorozatban | Legjobb csók sorozatban |
| - Ashley Benson és Tyler Blackburn – Hazug csajok társasága - Candace Cameron Bure, Jodie Sweetin és Andrea Barber – Még mindig Bír-lak - Grant Gustin és Candice Patton – Flash – A Villám - Jensen Ackles és Misha Collins – Odaát - Ian Somerhalder és Kat Graham – Vámpírnaplók - Eliza Taylor és Bob Morley – A visszatérők | - Jennifer Morrison és Colin O'Donoghue – Egyszer volt, hol nem volt - Stephen Amell és Emily Bett Rickards – A zöld íjász - Grant Gustin és Candice Patton – Flash – A Villám - Joseph Morgan és Leah Pipes – The Originals – A sötétség kora - Derek Theler és Chelsea Kane – Papás-Babás - Paul Wesley és Candice King – Vámpírnaplók                         |
| Legkiemelkedőbb műsor | Legjobb nyári sorozat |
| - Árnyvadászok: A végzet ereklyéi - A holnap legendái - Lucifer az Újvilágban - Quantico - Stitchers - Supergirl | - Teen Wolf – Farkasbőrben - Papás-Babás - Stitchers - Riley a nagyvilágban - So You Think You Can Dance - Young & Hungry |
| Legjobb színész nyári sorozatban | Legjobb színésznő nyári sorozatban |
| - Dylan O'Brien – Teen Wolf – Farkasbőrben (Stiles Stilinski) - Jean-Luc Bilodeau – Papás-Babás (Ben Wheeler) - David Lambert – The Fosters (Brandon Foster) - Peyton Meyer – Riley a nagyvilágban (Lucas Friar) - Tyler Posey – Teen Wolf – Farkasbőrben (Scott McCall) - Gregg Sulkin – Simlis spinék (Liam)                   | - Shelley Hennig – Teen Wolf – Farkasbőrben (Malia Tate) - Rowan Blanchard – Riley a nagyvilágban (Riley Matthews) - Lucy Hale – Hazug csajok társasága (Aria Montgomery) - Shay Mitchell – Hazug csajok társasága (Emily Fields) - Emily Osment – Young & Hungry (Gabi Diamond) - Cierra Ramirez – The Fosters (Mariana Foster)                                 |

### Zene
| Legjobb férfi zenész | Legjobb női zenész |
| --- | --- |
| - Justin Bieber - Drake - Nick Jonas - Zayn Malik - Shawn Mendes - Charlie Puth | - Selena Gomez - Beyoncé - Ariana Grande - Demi Lovato - Rihanna - Taylor Swift |
| Legjobb együttes | Következő nagy dobás |
| - One Direction - 5 Seconds of Summer - The Chainsmokers - DNCE - Fall Out Boy - Fifth Harmony | - Hey Violet - Ruth B - Sofia Carson - Grace - New District - Leroy Sanchez |
| Legjobb countryzenész | Legjobb R&B/Hip-Hop zenész |
| - Carrie Underwood - Kelsea Ballerini - Luke Bryan - Hunter Hayes - Sam Hunt - Blake Shelton | - Beyoncé - Iggy Azalea - Jason Derulo - Drake - Nicki Minaj - The Weeknd |
| Legjobb zeneszám férfi zenésztől | Legjobb zeneszám női zenésztől |
| - "Sorry" – Justin Bieber - "Close" – Nick Jonas feat. Tove Lo - "My House" – Flo Rida - "One Call Away" – Charlie Puth - "Pillowtalk" – Zayn Malik - "Youth" – Troye Sivan                                                                      | - "Dangerous Woman" – Ariana Grande - "Confident" – Demi Lovato - "Hands to Myself" – Selena Gomez - "Hello" – Adele - "New Romantics" – Taylor Swift - "No" – Meghan Trainor |
| Legjobb zeneszám együttestől | Legjobb countryszám |
| - "Home" – One Direction - "Cake by the Ocean" – DNCE - "She's Kinda Hot" – 5 Seconds of Summer - "Stressed Out" – Twenty One Pilots - "Wake Up" – The Vamps - "Work from Home" – Fifth Harmony feat. Ty Dolla $ign                              | - "Without a Fight" – Brad Paisley feat. Demi Lovato - "Church Bells" – Carrie Underwood - "Go Ahead and Break My Heart" – Blake Shelton feat. Gwen Stefani - "H.O.L.Y." – Florida Georgia Line - "Make You Miss Me" – Sam Hunt - "Peter Pan" – Kelsea Ballerini |
| Legjobb rockszám | Legjobb R&B/Hip-Hopszám |
| - "Jet Black Heart" – 5 Seconds of Summer - "America's Sweetheart" – Elle King - "HandClap" – Fitz and the Tantrums - "Stressed Out" – Twenty One Pilots - "Walking on a Dream" – Empire of the Sun - "Wherever I Go" – OneRepublic              | - "One Dance" – Drake feat. Wizkid, Kyla - "Chasing the Sky" (Az Empire stábja feat. Terrence Howard, Jussie Smollett, Bryshere Y. Gray - "Panda" – Desiigner - "Something New" – Zendaya feat. Chris Brown - "Team" – Iggy Azalea - "Work" – Rihanna feat. Drake) |
| Legjobb szerelmes szám | Legjobb szakítós szám |
| - "Perfect" – One Direction - "Close" – Nick Jonas feat. Tove Lo - "Hands to Myself" – Selena Gomez - "Into You" – Ariana Grande - "Secret Love Song" – Little Mix feat. Jason Derulo - "Vapor" – 5 Seconds of Summer                            | - "Love Yourself" – Justin Bieber - "I Know What You Did Last Summer" – Shawn Mendes feat. Camila Cabello - "Never Forget You" – MNEK feat. Zara Larsson - "Same Old Love" – Selena Gomez - "Stone Cold" – Demi Lovato - "űWe Don't Talk Anymore" – Charlie Puth feat. Selena Gomez |
| Legkiemelkedőbb zenész | Legjobb nemzetközi zenész |
| - Zayn Malik - Alessia Cara - DNCE - Bea Miller - Charlie Puth - Troye Sivan | - Little Mix - J Balvin - Exo - Girls' Generation - Zara Larsson - Super Junior |
| Legjobb partyszám | Legjobb szám filmből vagy televíziós műsorból |
| - "Cake by the Ocean" – DNCE - "Break a Sweat" – Becky G - "Can't Stop the Feeling!" – Justin Timberlake - "Cheap Thrills" – Sia feat. Sean Paul - "My House" – Flo Rida - "This Is What You Came For" – Calvin Harris feat. Rihanna             | - "I'm in Love with a Monster" (Hotel Transylvania 2. – Ahol még mindig szörnyen jó) – Fifth Harmony - "Can't Stop the Feeling!" (Trollok) – Justin Timberlake - "Castle" (A Vadász és a Jégkirálynő) – Halsey - "I Will Survive" (Angry Birds – A film) – Demi Lovato - "Just Like Fire" (Alice Tükörországban) – Pink - "Try Everything" (Zootropolis – Állati nagy balhé) – Shakira |
| Legjobb nyári együttes | Legjobb nyári szám |
| - 5 Seconds of Summer - The 1975 - The Chainsmokers - DNCE - Fifth Harmony - OneRepublic | - "Work from Home" – Fifth Harmony feat. Ty Dolla $ign - "7 Years" – Lukas Graham - "Cake by the Ocean" – DNCE - "Can't Stop the Feeling!" – Justin Timberlake - "Like I Would" – Zayn - "This Is What You Came For" – Calvin Harris feat. Rihanna |
| Legjobb férfi nyári zenész | Legjobb női nyári zenész |
| - Zayn Malik - Justin Bieber - Drake - Nick Jonas - Shawn Mendes - Pitbull | - Selena Gomez - Ariana Grande - Demi Lovato - P!nk - Rihanna - Gwen Stefani |
| Legjobb nyári turné | |
| - Sounds Live Feels Live Tour – 5 Seconds of Summer - The 7/27 Tour – Fifth Harmony - Future Now Tour – Demi Lovato feat. Nick Jonas - Purpose World Tour – Justin Bieber - Revival Tour – Selena Gomez - Shawn Mendes World Tour – Shawn Mendes | |

### Divat
| Legszexibb férfi                                                                               | Legszexibb nő                                                                              |
| ---------------------------------------------------------------------------------------------- | ------------------------------------------------------------------------------------------ |
| - Harry Styles - Justin Bieber - Cameron Dallas - Austin Mahone - Zayn Malik - Jussie Smollett | - Kendall Jenner - Hailey Baldwin - Selena Gomez - Gigi Hadid - Demi Lovato - Bella Thorne |
| Legjobb férfi stílusikon                                                                       | Legjobb női stílusikon                                                                     |
| - Nick Jonas - Brooklyn Beckham - Bryshere Y. Gray - Colton Haynes - Zayn Malik - Kanye West   | - Zendaya - Becky G - Kesha - Blake Lively - Willow Smith - Bella Thorne                   |

### Sport
| Legjobb férfi atléta | Legjobb női atléta                                                                               |
| --- | ------------------------------------------------------------------------------------------------ |
| - Stephen Curry - Kobe Bryant - John Cena - Peyton Manning - Roman Reigns - Cristiano Ronaldo                                                  | - The Bella Twins - Simone Biles - Alex Morgan - Danica Patrick - Ronda Rousey - Serena Williams |
| Legjobb sportcsapat |                                                                                                  |
| - Az Egyesült Államok 2016-os olimpiai csapata - Cleveland Cavaliers - Denver Broncos - FC Barcelona - Golden State Warriors - San Jose Sharks |                                                                                                  |

### Web
| Legjobb férfi közösségi sztár                                                                     | Legjobb női közösségi sztár                                                                      |
| ------------------------------------------------------------------------------------------------- | ------------------------------------------------------------------------------------------------ |
| - The Dolan Twins - Cameron Dallas - Joey Graceffa - Hayes Grier - Nash Grier - Tyler Oakley      | - Lilly Singh - Colleen Ballinger - Eva Gutowski - Gabbie Hanna - Jenn McAllister - Bethany Mota |
| Legjobb humoros közösségi sztár                                                                   | Legjobb zenés közösségi sztár                                                                    |
| - Lilly Singh - Colleen Ballinger - Kaelem - Ryan Higa - The Janoskians - Smosh                   | - Christina Grimmie - Boyce Avenue - Chloe x Halle - Cimorelli - MattyBRaps - Johnny Orlando     |
| Legjobb divat közösségi sztár                                                                     | A közösségi média királya                                                                        |
| - Bethany Mota - Kandee Johnson - Rachel Levin - Bunny Meyer - Niki and Gabi - Michelle Phan      | - Cameron Dallas - Justin Bieber - LeBron James - Dwayne Johnson - Kanye West - Zayn             |
| A közösségi média királynője                                                                      | Legjobb Twitter személyiség                                                                      |
| - Fifth Harmony - Miley Cyrus - Gigi Hadid - Kim Kardashian - Lady Gaga - Britney Spears          | - Justin Bieber - Kevin Hart - Lady Gaga - Katy Perry - Britney Spears - Kanye West              |
| Legjobb Intstagram sztár                                                                          | Legjobb Vine sztár                                                                               |
| - Selena Gomez - Justin Bieber - Blake Gray - Kim Kardashian - Hunter Rowland - Britney Spears    | - Lele Pons - Matthew Espinosa - Gabbie Hanna - Zach King - Josh Peck                            |
| Legjobb YouTube videós                                                                            | Legjobb Snapchat sztár                                                                           |
| - The Dolan Twins - Meg DeAngelis - Connor Franta - Eva Gutowski - Kian Lawley - Lilly Singh      | - Kylie Jenner - Taylor Caniff - Gigi Hadid - DJ Khaled - Logan Paul - Brandon Rowland           |
| Legjobb Muser sztár                                                                               | Legfanatikusabb rajongókkal rendelkező sztár                                                     |
| - Baby Ariel - Loren Beech - Kristen Hancher - Ariana Renee - Jacob Sartorius - Mackenzie Ziegler | - One Direction - 5 Seconds of Summer - Justin Bieber - Fifth Harmony - Super Junior - Zayn      |

### Egyéb
| Legjobb táncos                                                                                      | Legjobb humorista                                                                         |
| --------------------------------------------------------------------------------------------------- | ----------------------------------------------------------------------------------------- |
| - Maddie Ziegler - Misty Copeland - Kalani Hilliker - Derek Hough - Julianne Hough - Chloe Lukasiak | - Ellen DeGeneres - Aziz Ansari - James Corden - Jordan Doww - Jimmy Fallon - Kevin Hart  |
| Legjobb modell                                                                                      | Legjobb szelfi                                                                            |
| - Kendall Jenner - Hailey Baldwin - Ashley Graham - Gigi Hadid - Winnie Harlow - Chanel Iman        | - Ariana Grande - Justin Bieber - Miley Cyrus - Kylie Jenner - Kim Kardashian - Lady Gaga |

## Műsorvezetők
A gálán az alábbi műsorvezetők működtek közre:
- Ross Lynch
- Gina Rodriguez
- Bebe Rexha
- Alessia Cara
- Kelsea Ballerini
- Lea Michele
- Bethany Mota
- Cat Deeley
- Maddie Ziegler
- Sarah Hyland
- John Stamos
- Terrence J
- Katie Nolan
- Lana Parrilla
- Paul Wesley
- Kobe Bryant
- Clayne Crawford
- Damon Wayans
- Jessica Alba
- Hey Violet
- Matthew Daddario
- The Bella Twins
- Anthony Anderson
- Tracee Ellis Ross
- Mark Consuelos
- Kylie Bunbury
- Laura Marano
- Maia Mitchell

## Fordítás
- Ez a szócikk részben vagy egészben  a(z)   2016 Teen Choice Awards című angol Wikipédia-szócikk fordításán alapul.  Az eredeti cikk szerkesztőit annak laptörténete sorolja fel. Ez a jelzés csupán a megfogalmazás eredetét és a szerzői jogokat jelzi, nem szolgál a cikkben szereplő információk forrásmegjelöléseként.